# K League 1998
La K League 1998 fue la 16.ª temporada de la K League. Contó con la participación de diez equipos. El torneo comenzó el 18 de julio y terminó el 31 de octubre de 1998.
El campeón fue Suwon Samsung Bluewings, por lo que clasificó a la Copa de Clubes de Asia 1999-2000. Por otra parte, salió subcampeón Ulsan Hyundai Horang-i.

## Reglamento de juego
El torneo se disputó en un formato de todos contra todos a ida y vuelta, de manera tal que cada equipo debió jugar un partido de local y uno de visitante contra sus otros nueve contrincantes. Una victoria se puntuaba con tres unidades, mientras que por un partido ganado en tiempo suplementario se otorgaban dos puntos. Por otro lado, la victoria por penales valía un punto y la derrota, ninguno.
Para desempatar se utilizaron los siguientes criterios:
1. Puntos
2. Diferencia de goles
3. Goles anotados
4. Resultados entre los equipos en cuestión

Los cuatro mejores del torneo clasificaron a los play-off por el campeonato, que se decidieron de esta manera:
1. En la primera ronda se enfrentaron el tercero contra el cuarto de la tabla de posiciones; en caso de que el marcador siguiera igualado al término del tiempo reglamentario, se jugaría una prórroga con gol de oro. En caso de que prosiguiera la paridad en el resultado, se ejecutaría una tanda de penales.
2. En la segunda ronda se cruzaron el segundo de la tabla de posiciones frente al ganador de la primera ronda, pero a partir de aquí se definiría en dos partidos. Si el marcador global siguiera igualado al término del tiempo reglamentario de la vuelta, se disputaría una prórroga con gol de oro. Finalmente, en caso de que prosiguiera la paridad en el resultado, se ejecutaría una tanda de penales.
3. En la final se enfrentaron el mejor de la tabla de posiciones contra el vencedor de la segunda ronda. En este caso, se siguieron las mismas reglas que para la ronda anterior.

## Tabla de posiciones
| Pos. | Equipo                         | Pts. | PJ | G | GO | GP | P  | GF | GC | Dif. | Clasificación                                     |
| ---- | ------------------------------ | ---- | -- | - | -- | -- | -- | -- | -- | ---- | ------------------------------------------------- |
| 1    | Suwon Samsung Bluewings (C, Q) | 31   | 18 | 9 | 1  | 2  | 6  | 33 | 22 | +11  | Clasificado a la Copa de Clubes de Asia 1999-2000 |
| 2    | Ulsan Hyundai Horang-i (Q)     | 28   | 18 | 8 | 1  | 2  | 7  | 37 | 25 | +12  | Segunda ronda del play-off por el campeonato      |
| 3    | Pohang Steelers (Q)            | 28   | 18 | 8 | 2  | 0  | 8  | 34 | 23 | +11  | Primera ronda del play-off por el campeonato      |
| 4    | Chunnam Dragons (Q)            | 26   | 18 | 8 | 1  | 0  | 9  | 21 | 20 | +1   | Primera ronda del play-off por el campeonato      |
| 5    | Pusan Daewoo Royals            | 25   | 18 | 6 | 3  | 1  | 8  | 27 | 22 | +5   |                                                   |
| 6    | Jeonbuk Hyundai Dinos          | 25   | 18 | 8 | 0  | 1  | 9  | 31 | 34 | −3   |                                                   |
| 7    | Bucheon SK                     | 24   | 18 | 7 | 1  | 1  | 9  | 28 | 32 | −4   |                                                   |
| 8    | Anyang LG Cheetahs (Q)         | 23   | 18 | 6 | 2  | 1  | 9  | 28 | 28 | 0    | Clasificado a la Recopa de la AFC 1999-2000       |
| 9    | Daejeon Citizen                | 14   | 18 | 3 | 2  | 1  | 12 | 20 | 35 | −15  |                                                   |
| 10   | Cheonan Ilhwa Chunma           | 11   | 18 | 3 | 0  | 2  | 13 | 17 | 32 | −15  |                                                   |

 Fuente: South Korea 1998

## Play-off por el campeonato

### Cuadro de desarrollo
|  | Primera ronda       | Primera ronda              |                        |       | Segunda ronda      | Segunda ronda      | Segunda ronda           |   |   | Final              | Final              | Final              |  |
|  | 17 de octubre       | 17 de octubre              |                        |       | 21 y 24 de octubre | 21 y 24 de octubre | 21 y 24 de octubre      |   |   | 28 y 31 de octubre | 28 y 31 de octubre | 28 y 31 de octubre |  |
|  |                     |                            |                        |       |                    |                    |                         |   |   |                    |                    |                    |  |
|  |                     |                            |                        |       |                    |                    |                         |   |   |                    |                    |                    |  |
|  |                     |                            |                        |       |                    |                    |                         |   |   |                    |                    |                    |  |
|  |                     |                            |                        |       |                    |                    |                         |   |   |                    |                    |                    |  |
|  |                     |                            |                        |       |                    |                    |                         |   |   |                    |                    |                    |  |
|  |                     |                            |                        |       |                    |                    |                         |   |   |                    |                    |                    |  |
|  |                     |                            |                        |       |                    |                    |                         |   |   |                    |                    |                    |  |
|  |                     |                            |                        |       |                    |                    |                         |   |   |                    |                    |                    |  |
|  |                     |                            |                        |       |                    |                    |                         |   |   |                    |                    |                    |  |
|  |                     |                            |                        |       |                    |                    |                         |   |   |                    |                    |                    |  |
|  |                     |                            |                        |       |                    |                    |                         |   |   |                    |                    |                    |  |
|  |                     |                            |                        |       |                    |                    | Suwon Samsung Bluewings | 1 | 0 |                    |                    |                    |  |
|  |                     |                            |                        |       |                    |                    |                         | 1 | 0 |                    |                    |                    |  |
|  |                     |                            | Ulsan Hyundai Horang-i | 0     | 0                  |                    |                         |   |   |                    |                    |                    |  |
|  |                     |                            | Ulsan Hyundai Horang-i | 0     | 0                  |                    |                         |   |   |                    |                    |                    |  |
|  |                     |                            |                        |       |                    |                    |                         |   |   |                    |                    |                    |  |
|  |                     |                            |                        |       |                    |                    |                         |   |   |                    |                    |                    |  |
|  |                     | Ulsan Hyundai Horang-i (p) | 2                      | 2 (4) |                    |                    |                         |   |   |                    |                    |                    |  |
|  |                     |                            | 2                      | 2 (4) |                    |                    |                         |   |   |                    |                    |                    |  |
|  |                     |                            | Pohang Steelers        | 3     | 1 (1)              |                    |                         |   |   |                    |                    |                    |  |
|  | Pohang Steelers (p) | 0 (5)                      | Pohang Steelers        | 3     | 1 (1)              |                    |                         |   |   |                    |                    |                    |  |
|  | Pohang Steelers (p) | 0 (5)                      |                        |       |                    |                    |                         |   |   |                    |                    |                    |  |
|  | Chunnam Dragons     | 0 (3)                      |                        |       |                    |                    |                         |   |   |                    |                    |                    |  |
|  | Chunnam Dragons     | 0 (3)                      |                        |       |                    |                    |                         |   |   |                    |                    |                    |  |
|  |                     |                            |                        |       |                    |                    |                         |   |   |                    |                    |                    |  |

### Primera ronda
| 17 de octubre de 1998 | Pohang Steelers | 0:0 (t. s.)(5:3 p.) | Chunnam Dragons | Estadio Steel Yard, Pohang      |                                 |
|                       |                 | Reporte             |                 | Asistencia: 11.019 espectadores | Asistencia: 11.019 espectadores |

### Segunda ronda
| Ida; 21 de octubre de 1998 | Pohang Steelers                                | 3:2 (0:1) | Ulsan Hyundai Horang-i       | Estadio Steel Yard, Pohang      |                                 |
|                            | M.G. Kim 57' · M.S. Choi 89' · S.C. Baek 90+6' | Reporte   | J.S. Jung 16' · J.K. Kim 90' | Asistencia: 17.216 espectadores | Asistencia: 17.216 espectadores |

| Vuelta; 24 de octubre de 1998 | Ulsan Hyundai Horang-i      | 2:1 (2:1, 0:0) (t. s.)(4:1 p.) | Pohang Steelers | Estadio Público, Ulsan          |                                 |
|                               | H.S. Kim 71' · B.J. Kim 90' | Reporte                        | T.H. Park 85'   | Asistencia: 31.350 espectadores | Asistencia: 31.350 espectadores |

### Final
| Ida; 28 de octubre de 1998, 19:00 (UTC+9) | Ulsan Hyundai Horang-i | 0:1 (0:0) | Suwon Samsung Bluewings | Estadio Público, Ulsan                                    |                                                           |
|                                           |                        | Reporte   | H.G. Shin 51'           | Asistencia: 35.830 espectadores Árbitro(s): Han Byung-hwa | Asistencia: 35.830 espectadores Árbitro(s): Han Byung-hwa |

| Vuelta; 31 de octubre de 1998, 15:00 (UTC+9) | Suwon Samsung Bluewings | 0:0     | Ulsan Hyundai Horang-i | Suwon Sports Complex, Suwon                               |                                                           |
|                                              |                         | Reporte |                        | Asistencia: 36.456 espectadores Árbitro(s): Kim Young-joo | Asistencia: 36.456 espectadores Árbitro(s): Kim Young-joo |

## Campeón
|                                             |
|                                             |
| Campeón Suwon Samsung Bluewings 1.er título |